# Kaboul Kitchen
Kaboul Kitchen est une série télévisée française de 36 épisodes créée par Marc Victor, Allan Mauduit et Jean-Patrick Benes produite par Joëy Faré pour Scarlett Production et Marco Cherqui pour Chic Films, diffusée entre 2012 et 2017 sur Canal+.

## Synopsis
Afghanistan, 2005. George Bush est président des États-Unis, Jacques Chirac est président de la France et Jacky (Gilbert Melki), patron du restaurant « Kaboul Kitchen ». Tous les expatriés de Kaboul y viennent faire la fête. Quand sa fille Sophie (Stéphanie Pasterkamp) débarque, Jacky ne la reconnaît pas et pour cause, il ne l'a pas vue depuis treize ans. Elle est venue faire de l'humanitaire. Lui est là pour gagner de l'argent.

## Fiche technique
- Titre : Kaboul Kitchen
- Créateurs : Marc Victor, Allan Mauduit et Jean-Patrick Benes
- Réalisation : Allan Mauduit, Jean-Patrick Benes
- Scénaristes : Allan Mauduit, Jean-Patrick Benes et Marc Victor
- Coproduction : Canal+
- Production : Chic Film et Scarlett Production
- Producteur : Joëy Faré et Marco Cherqui
- Genre : Comédie
- Langue originale : Français
- Lieu de tournage : Maroc
- Durée : 25–30 minutes

## Distribution
- Gilbert Melki : Jacky Robert (principal saisons 1 et 2)
- Stéphane De Groodt : Michel Caulaincourt (saison 3)
- Stéphanie Pasterkamp : Sophie Robert (saisons 1, 2 et 3)
- Benjamin Bellecour : Axel De Bonaventure (saisons 1, 2 et 3)
- Alexis Michalik : Damien (saisons 1, 2 et 3)
- Simon Abkarian : Colonel Amanullah (saisons 1, 2 et 3)
- Karina Testa : Lala Amanullah (saisons 2 et 3)
- Fayçal Azizi : Habib (saisons 1, 2 et 3)
- Marc Citti : Victor (saisons 1, 2 et 3)
- Amir El Kacem : Jamal Amanullah, fils du Colonel (régulier saison 3)
- Thomas Durand : Lazar (régulier saison 3)
- Leonid Glushchenko : Dima (saison 3)
- Natacha Lindinger : Victoria (saison 3)
- Assaâd Bouab : Yazad (saison 3)
- Lina El Arabi : Pissenlit (saison 3)
- Brahim Bihi : Sayed (récurrent saisons 1 et 2)
- Nadia Niazi : Hamida (récurrente saison 1)
- Fanny Touron : Camille (récurrente saison 1)
- Louis-Do de Lencquesaing : Paul Braque (principal saison 2)
- David Gasman : Harvey Stein (principal saison 2)
- Anne Azoulay : Lieutenant Caroline Gabrielle  (régulière saison 2)
- Luc Antoni : Commandant Charléty (régulier saison 2)
- Judith El Zein : Barbara Braque (régulier saison 2)
- Catherine Zavlav : Helen (régulière saison 2)

## Tournage
La série a été tournée au Maroc.
Le tournage de la troisième saison a débuté en septembre 2015, pour une diffusion à partir du 20 février 2017.

## Liste des épisodes
- Saison 1 de Kaboul Kitchen
- Saison 2 de Kaboul Kitchen
- Saison 3 de Kaboul Kitchen

| Saison | épisodes | Date de diffusion | Audiences (NB de téléspectateurs) |
| ------ | -------- | ----------------- | --------------------------------- |
| 1      | 12       | Février 2012      | 875 000 en moyenne soit 13,4%     |
| 2      | 12       | Janvier 2014      | 1 000 000 en moyenne              |
| 3      | 12       | Février 2017      | 420 000 en moyenne soit 10,4 %    |

## Commentaires
Kaboul Kitchen s’inspire d’une histoire vraie. En 2002, un journaliste français de RFI, Marc Victor, s’installe à Kaboul. Il prend plaisir à sa nouvelle vie en Afghanistan mais regrette qu’il n’y ait pas un endroit où pourrait se retrouver la communauté étrangère. Il ouvre alors un restaurant réservé aux expatriés, L'Atmosphère qu'il gère jusqu'en 2008.
Dans un souci de réalisme, un conseiller afghan a été engagé pour apprendre phonétiquement le dari aux comédiens principaux.
Les scènes extérieures ont été tournées à Kaboul. Le reste du tournage s’est déroulé au Maroc. « C’était trop dangereux d’envisager un tournage au long cours sur place. Dire que l’on est Français ouvre des portes. Mais, parfois, on a senti qu’il ne fallait pas s’attarder », explique Jean-Patrick Benes.
Lors de son lancement sur Canal+, les trois premiers épisodes ont rassemblé en moyenne 940 000 téléspectateurs, soit 14,6 % des abonnés. La chaîne cryptée s’est alors félicitée en annonçant que la série avait enregistré « les meilleures performances en prime pour une série de comédie depuis la création de la chaîne ».
En janvier 2015, Gilbert Melki décide de ne pas rempiler pour une troisième saison de Kaboul Kitchen, officiellement à cause de mésententes sur son cachet (il semble que ses demandes ont été volontairement très élevées, afin de pouvoir quitter la série et se consacrer au cinéma sans devoir dire « non » lui-même à la série), la série accueille alors le comédien belge Stéphane De Groodt,.
La série n'est pas renouvelée à l'issue de la saison 3.

## Prix
- FIPA d'or 2012 de la meilleure série et du meilleur scénario.
- Grand prix 2014 du Seoul International Drama Awards[8].